# Dasyprocta mexicana
Dasyprocta mexicana är en däggdjursart som beskrevs av Henri Saussure 1860. Dasyprocta mexicana ingår i släktet agutier och familjen guldharar. IUCN kategoriserar arten globalt som akut hotad. Inga underarter finns listade i Catalogue of Life.

## Utseende
Denna gnagare blir 44,5 till 55,7 cm lång (huvud och bål), har en 2 till 3 cm lång svans och väger 2 till 4 kg. Arten har svartaktig päls på ovansidan med några glest fördelade vita hår och något ljusare päls på undersidan. Vid stjärten är de svarta håren längre. Vid djurets bakre extremiteter är den mörka huden synlig. Även kring ögonen och vid öronens basis är den rosa huden nästan naken. Dasyprocta mexicana har fyra fingrar vid framtassarna och tre tår vid bakfötterna. Arten klor påminner om hovar.

## Utbredning och habitat
Arten förekommer i södra Mexiko vid Mexikanska golfen. Den introducerades dessutom i Kuba. Dasyprocta mexicana lever i låglandet och i kulliga områden upp till 500 meter över havet. Habitatet utgörs av städsegröna skogar och av kultiverade landskap som ersatte skogarna.

## Ekologi
Individerna är främst aktiva på dagen. De går på marken och äter frön, frukter och andra växtdelar. Hanar och honor lever ensam eller i par. De senare har 1 till 2 hektar stora revir. Honor har en kulle per år under den torra perioden med en eller två ungar.
Ungarna är vid födelsen bra utvecklade och de kan efter kort tid följa modern. För kommunikationen har arten varningsrop och den trummar med foten på marken. Typiska frukter som ingår i födan är fikon, Spondias mombin och nötbrödsträd (Brosimum alicastrum).